# Медведи Камчатки. Начало жизни
«Медведи Камчатки. Начало жизни» — документальный фильм Ирины Журавлевой и Владислава Гришина.

## Сюжет
Фильм снят по идее Игоря Шпиленка и повествует о первом годе жизни бурых медведей на юге Камчатки в окрестностях Курильского озера, где расположен Южно-Камчатский заказник. За несколько месяцев медвежата сталкиваются с первыми опасностями, учатся ловить рыбу и общаться с другими медведями.
Мировая премьера состоялась 2 февраля 2018 года на международном фестивале документального кино DocPoint в Хельсинки. К октябрю 2018 фильм вошёл в программы более чем 30 фестивалей и получил 15 наград. 11 октября 2018 фильм вышел в прокат в 47 городах России. В русской версии фильма закадровый текст читает Анатолий Белый. 27 января 2019 года фильм получил российскую премию «Золотой орёл» в категории «Лучший неигровой фильм» 2018 года.

## Публикации
- Ирина Журавлёва. «Медведи Камчатки. Начало жизни» Режиссёр и продюсер Ирина Журавлёва о фильме, который создан по сценарию, написанному самой природой. Festagent.
- ТАСС Дальний Восток. «МЕДВЕДИ КАМЧАТКИ» Как снимали самый необычный фильм о жизни косолапых хищников. DV.